# Nicolas Frey
Nicolas Sébastien Frey (Thonon-les-Bains, 6 marzo 1984) è un ex calciatore francese, di ruolo difensore.

## Biografia
Suo nonno André, suo padre Raymond e suo fratello Sébastien sono stati calciatori.

## Carriera

### Club

#### Inizi e Modena
Inizia a giocare a calcio a 6 anni nell'AS Vence ed a 10 anni passa nel Cannes. Terminata la formazione nel settore giovanile della squadra francese, lascia il club e si trasferisce in Italia. Firma il suo primo contratto da professionista con il Legnano, squadra di Serie C2, nel 2004. Rimane in Lombardia solo una stagione, in quanto nell'estate del 2005 passa al Modena, con un doppio salto dalla C2 alla Serie B.

#### Chievo
Dopo tre stagioni nella squadra emiliana passa al Chievo Verona in comproprietà, con un contratto fino al 30 giugno 2011. Nella prima stagione con i gialloblu raccoglie 21 presenze.
Il 18 luglio 2009 viene riscattato completamente dal Chievo Verona. Nella stagione 2009-2010 raccoglie 24 gettoni in campionato e 2 in Coppa Italia. L'anno seguente colleziona 21 presenze. Nella stagione successiva gioca con più continuità e raccoglie 27 presenze in Serie A e 2 in Coppa Italia. Nell'anno 2012-2013 fa più fatica a trovare spazio, anche a causa di un piccolo infortunio. A fine stagione non viene riscattato dal Chievo e quindi rimane svincolato. Verso fine luglio firma nuovamente con gli scaligeri e ritorna al Chievo dopo poco tempo. Nella stagione 2014-2015 diventa il capitano della squadra, visto il poco utilizzo di Pellissier. Il 25 gennaio 2015 durante la partita contro la Juventus, in un contrasto con Evra si procura un trauma cranico. Nelle partite successive porta un caschetto protettivo, per evitare ulteriori botte alla testa.
Il 5 giugno 2015 rinnova fino al giugno 2017 con il club veronese. Nelle due stagioni successive perde il posto da titolare in favore di Fabrizio Cacciatore, venendo impiegato meno rispetto alle prime stagioni. Nonostante il minor impiego, a settembre 2016 firma un nuovo rinnovo del contratto sino al 2020.

#### Venezia e ritorno al Chievo
Il 31 gennaio 2018, dopo una prima parte di stagione passata ai margini della rosa (non era stato inserito nella lista dei calciatori utilizzabili nelle gare di campionato), viene ceduto in prestito al Venezia.
Per la stagione 2018-2019 torna al Chievo e dopo avere passato la prima parte di stagione ai margini della rosa senza collezionare alcuna presenza, viene reintegrato e il 2 febbraio 2019 torna a giocare uno spezzone di gara nel pareggio per 2-2 contro l'Empoli, tornando in campo con la maglia gialloblu dopo più di un anno e mezzo.

### Nazionale
Nel 2001 riceve la prima convocazione nella rappresentativa francese Under-17 ma, a causa di una lesione a livello della cintura addominale, non può onorare la chiamata e deve rinunciare alla Coppa del Mondo di categoria del 2001 disputata a Trinidad e Tobago.

## Statistiche

### Presenze e reti nei club
| Stagione        | Squadra         | Campionato      | Campionato | Campionato | Coppe nazionali | Coppe nazionali | Coppe nazionali | Coppe continentali | Coppe continentali | Coppe continentali | Altre coppe | Altre coppe | Altre coppe | Totale | Totale |
| Stagione        | Squadra         | Comp            | Pres       | Reti       | Comp            | Pres            | Reti            | Comp               | Pres               | Reti               | Comp        | Pres        | Reti        | Pres   | Reti   |
| --------------- | --------------- | --------------- | ---------- | ---------- | --------------- | --------------- | --------------- | ------------------ | ------------------ | ------------------ | ----------- | ----------- | ----------- | ------ | ------ |
| 2003-2004       | Cannes          | L2              | 0          | 0          | CF+CdL          | 0+0             | 0               | -                  | -                  | -                  | -           | -           | -           | 0      | 0      |
| 2004-2005       | Legnano         | C2              | 28         | 1          | CI              | 0               | 0               | -                  | -                  | -                  | -           | -           | -           | 28     | 1      |
| 2005-2006       | Modena          | B               | 22+2       | 0          | CI              | 0               | 0               | -                  | -                  | -                  | -           | -           | -           | 24     | 0      |
| 2006-2007       | Modena          | B               | 28         | 0          | CI              | 3               | 0               | -                  | -                  | -                  | -           | -           | -           | 31     | 0      |
| 2007-2008       | Modena          | B               | 34         | 0          | CI              | 1               | 0               | -                  | -                  | -                  | -           | -           | -           | 35     | 0      |
| Totale Modena   | Totale Modena   | Totale Modena   | 82+2       | 0          |                 | 4               | 0               |                    | -                  | -                  |             | -           | -           | 88     | 0      |
| 2008-2009       | Chievo          | A               | 21         | 0          | CI              | 0               | 0               | -                  | -                  | -                  | -           | -           | -           | 21     | 0      |
| 2009-2010       | Chievo          | A               | 24         | 0          | CI              | 2               | 0               | -                  | -                  | -                  | -           | -           | -           | 26     | 0      |
| 2010-2011       | Chievo          | A               | 21         | 0          | CI              | 0               | 0               | -                  | -                  | -                  | -           | -           | -           | 21     | 0      |
| 2011-2012       | Chievo          | A               | 27         | 0          | CI              | 2               | 0               | -                  | -                  | -                  | -           | -           | -           | 29     | 0      |
| 2012-2013       | Chievo          | A               | 21         | 0          | CI              | 1               | 0               | -                  | -                  | -                  | -           | -           | -           | 22     | 0      |
| 2013-2014       | Chievo          | A               | 32         | 0          | CI              | 1               | 0               | -                  | -                  | -                  | -           | -           | -           | 33     | 0      |
| 2014-2015       | Chievo          | A               | 31         | 0          | CI              | 1               | 0               | -                  | -                  | -                  | -           | -           | -           | 32     | 0      |
| 2015-2016       | Chievo          | A               | 19         | 0          | CI              | 1               | 0               | -                  | -                  | -                  | -           | -           | -           | 20     | 0      |
| 2016-2017       | Chievo          | A               | 15         | 0          | CI              | 2               | 0               | -                  | -                  | -                  | -           | -           | -           | 17     | 0      |
| 2017-gen. 2018  | Chievo          | A               | 0          | 0          | CI              | 0               | 0               | -                  | -                  | -                  | -           | -           | -           | 0      | 0      |
| gen.-giu. 2018  | Venezia         | B               | 12         | 0          | CI              | 0               | 0               | -                  | -                  | -                  | -           | -           | -           | 12     | 0      |
| 2018-2019       | Chievo          | A               | 5          | 0          | CI              | 0               | 0               | -                  | -                  | -                  | -           | -           | -           | 5      | 0      |
| 2019-2020       | Chievo          | B               | 10         | 0          | CI              | 0               | 0               | -                  | -                  | -                  | -           | -           | -           | 10     | 0      |
| Totale Chievo   | Totale Chievo   | Totale Chievo   | 226        | 0          |                 | 10              | 0               |                    | -                  | -                  |             | -           | -           | 236    | 0      |
| Totale carriera | Totale carriera | Totale carriera | 348        | 1          |                 | 14              | 0               |                    | -                  | -                  |             | -           | -           | 362    | 1      |